# Kékesi László (építész)
Kékesi László (Jásztelek, 1929. november 5. – Budapest, 1988. március 24.) Ybl Miklós-díjas magyar építész.

## Életpályája
1945-től építőmesterként dolgozott. 1949-től a Középülettervező Vállalat (KÖZTI) munkatársa volt. Építészi oklevelét csak 1959-ben szerezte meg a Budapesti Műszaki Egyetemen. Huzamosabb ideig dolgozott a Budavári Palota helyreállításán. Ezután hosszabb ideig a Középülettervező Vállalat kirendeltségvezetője és tervezője volt Nigériában.

## Kitüntetése
- Ybl Miklós-díj (1968).

## Főbb építészeti művei
- Növényvédő Állomás (Miskolc, Kaposvár)
- Budavári Palota „E” épület, egykori Karmelita kolostor átépítése és a Várszínház helyreállítása
- Hotel Termál (Hévíz)
- Hungarocamion üzletháza
- Irodaház (Budapest, Ybl Miklós tér)
- TBC-gyógyintézet (Csákvár)